# 이스탄불 공과대학교
이스탄불 공과대학교(튀르키예어: İstanbul Teknik Üniversitesi 이스탄불 테크니크 위니웨르시테시[*])는 튀르키예 공화국 이스탄불에 소재한 국립 공과 대학교이다. 1773년에 제국 해군기술원(오스만 튀르크어: Mühendishane-i Bahrî-i Hümâyûn 뮈헨디스하네이 바흐리이 휘마윤)이라는 이름으로 술탄 무스타파 3세 때 서구적인 의미의 공학 교육을 하기 위해 처음 개교하였다. 세계에서 가장 오래된 5개의 공대중 하나이다. 학교의 첫 건물은 할리츠 조선소에 있었다. 약칭으로 이튀(İTÜ)라 불린다.
이후 오스만 말기와 공화국 시대에도 정부 고위 관료들의 지원으로 성장 및 발전하였다. 공화국 수립 이후인 1928년 공식적으로 공과대학이 되어 공학 및 건축학 부문의 학위를 수여하게 되었으며, 1944년에는 이름을 현재와 같은 '이스탄불 공과대학교'로 변경하였다. 이 학교는 현재 13개의 단과, 37개의 학과 그리고 5개의 연구소를 가지고 학술적인 활동을 하고 있다. 현재는 본관이 마슬라크(Maslak)에 있으며 4개의 캠퍼스는 유럽 쪽에, 1개는 아시아 쪽에 있어 총 5개의 캠퍼스를 가지고 있다.
이스탄불 대학교와는 다른 학교다.